# Giżycko
Giżycko est une ville du Nord-Est de la Pologne, de la voïvodie de Varmie-Mazurie (depuis 1999).
Connue sous le nom allemand de Lötzen (en polonais Lec) jusqu’à la fin de la Seconde Guerre mondiale, la ville est d’abord appelée Łuczany avant d’être rebaptisée Giżycko le 4 mars 1946, en hommage au pasteur Gustave Gizewiusz (pl) (1810-1848), propagateur de la langue et de la culture polonaise en Mazurie.

## Galerie

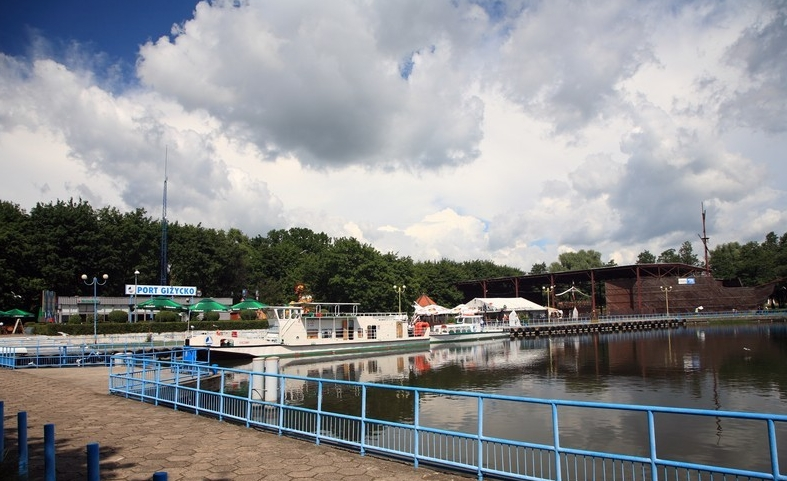
Le port de Giżycko
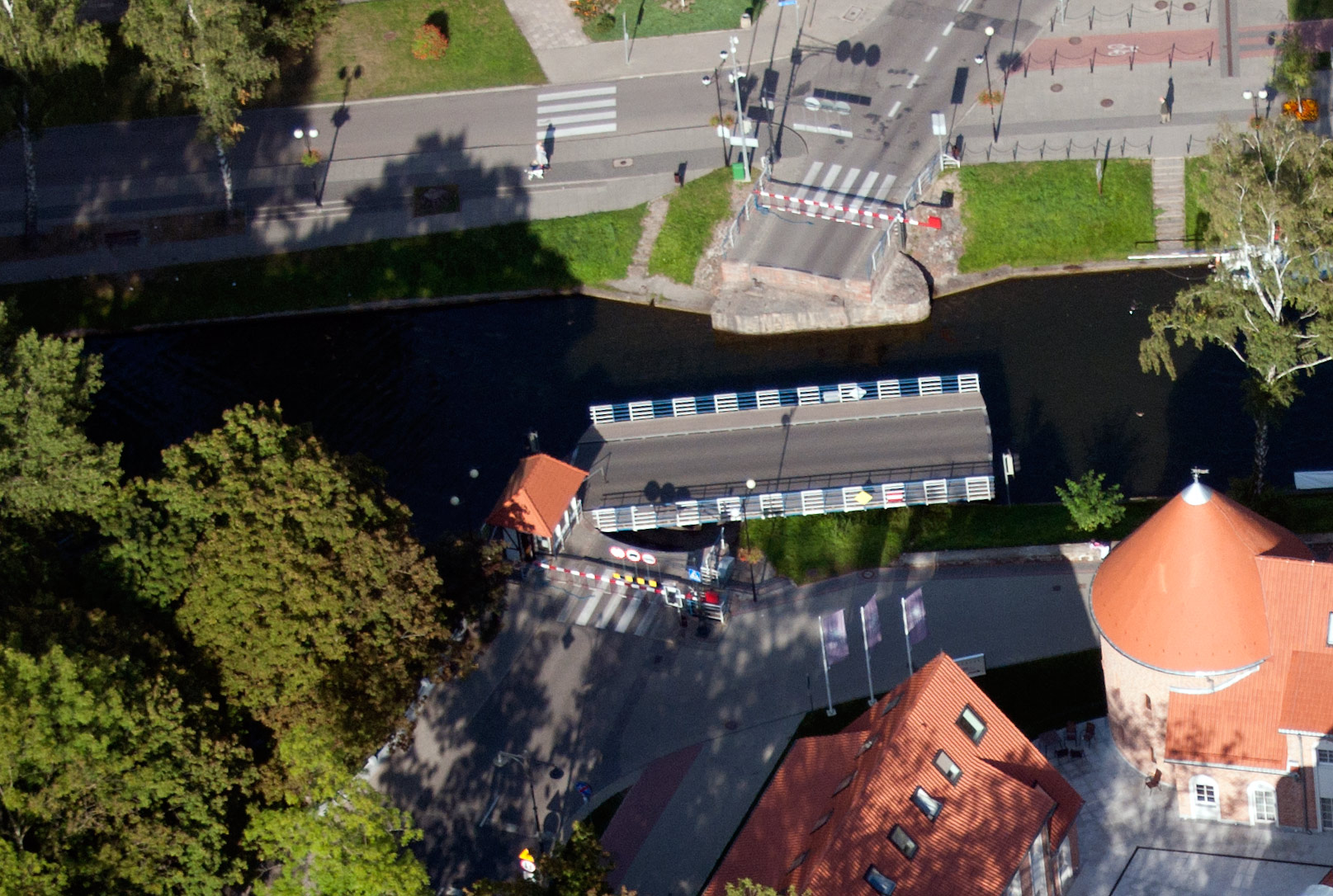
Pont tournant suer le canal de Giżycko
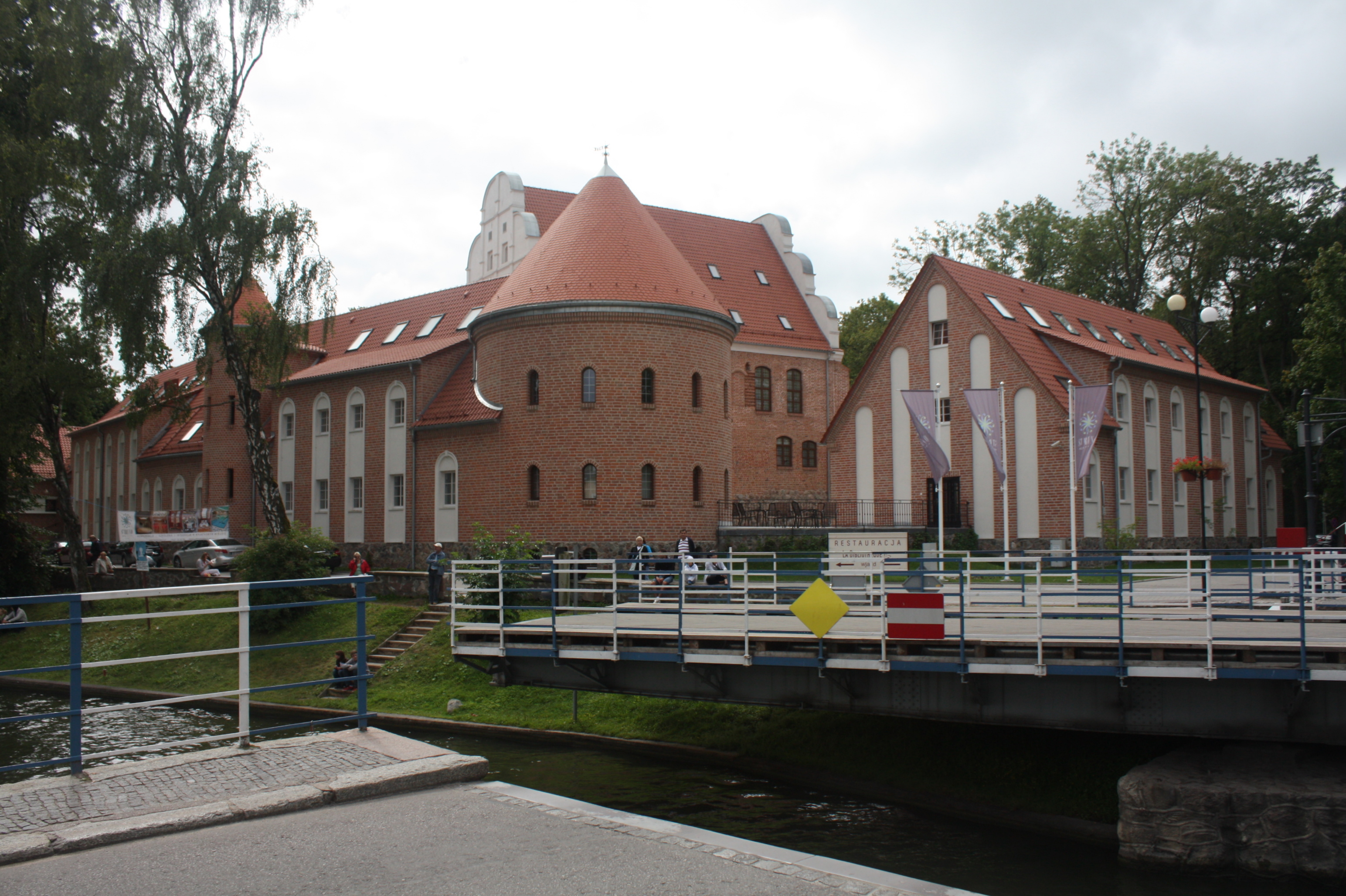
Vestige du château des Teutoniques
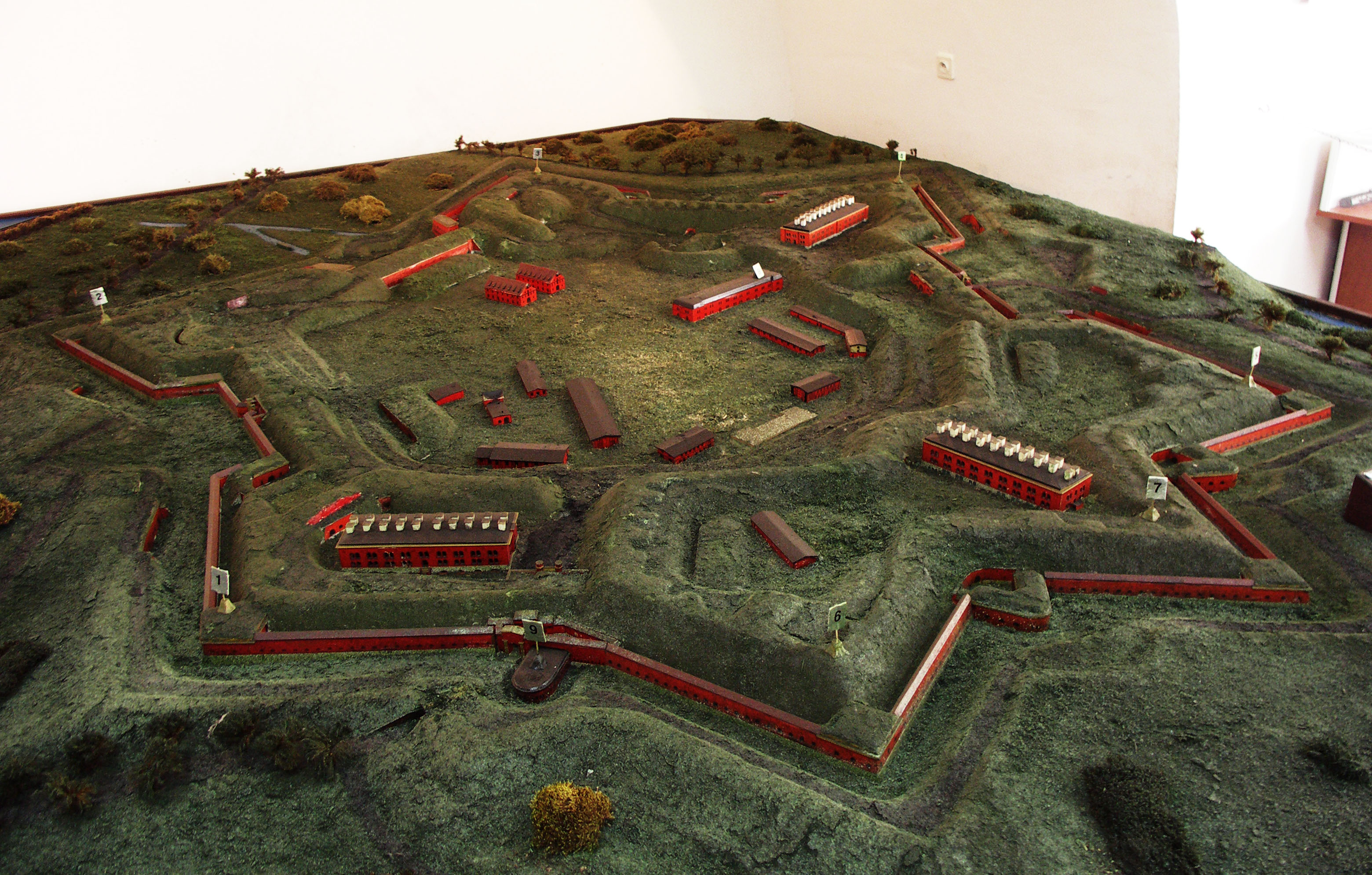
Le fort Boyen

## Histoire
Dans la première moitié du XIVe siècle, les Chevaliers teutoniques construisent un château à l’emplacement d’un ancien village prussien nommé Lēcai situé sur l’isthme séparant les lacs Niegocin et Kisajno. Une localité appelée Nowa Wieś se développe autour du château. Pendant la guerre de Treize Ans, château et localité sont détruits.
Une nouvelle localité est fondée en 1475. Elle obtient les privilèges urbains le 15 mai 1612. Le 26 mai 1612, elle reçoit le privilège d’utiliser comme symbole 3 brèmes, qui sont encore aujourd’hui présents dans les armoiries de la ville. Nowa Wieś est rebaptisée Lötzen par Albert Frédéric de Prusse.
En 1657, les Tatars incendient Lötzen. Seuls le château, l’église et l’hôtel de ville échappent au désastre. Dans les années 1709-1711, la ville subit un déclin important du fait de la famine et de la peste qui décime le bétail.
De 1772 à 1945, Giżycko fait partie de la province de Prusse-Orientale et à partir de 1818 chef-lieu de l'arrondissement de Lötzen (de).
En 1807, pendant les guerres napoléoniennes, l’armée du général Dąbrowski est casernée quelque temps au château alors que l’armée du général Józef Zajączek stationne dans la ville. Lötzen est encore traversée par les troupes françaises en 1812.
En 1844, les Prussiens commencent à construire une grande forteresse (Fort Boyen (pl)) à côté de la ville. À partir de 1856, des bateaux à vapeur commencent à naviguer sur les lacs. En 1868, la ville est reliée au réseau ferroviaire.
À la suite du plébiscite de 1920, la ville reste allemande alors qu’elle est revendiquée par la Pologne. Grâce au tourisme et au sport, la ville connaît un développement spectaculaire. Les 22 et 23 janvier 1945, à la suite de l’offensive de l’Armée rouge, les soldats et civils allemands abandonnent la ville qui est incorporée à la Pologne.

## Économie
Aujourd’hui, Giżycko est surtout une ville touristique. Elle a noué d’étroites relations commerciales avec des villes françaises, allemandes et ukrainiennes.
L’industrie agroalimentaire est particulièrement bien représentée à Giżycko, notamment par les laiteries. Des chantiers de réparation de bateaux sont également présents dans la ville.

## Transports
Giżycko se trouve sur la ligne ferroviaire Korsze-Ełk, inaugurée en 1868.
La ville est située au carrefour de routes menant à Olsztyn, Węgorzewo, Bartoszyce et Pisz.
- Route nationale  Giżycko – Ryn – Mrągowo – Spychowo (de) – Rozogi (pl)
- Route nationale  Łomża - Orzysz - Giżycko – Węgorzewo
- Route provinciale  Giżycko - Kętrzyn
- Route provinciale  Giżycko – Mikołajki
- Route provinciale  Giżycko – Suwałki

De nombreuses lignes de bus desservent la région.
Des navettes fluviales régulières relient Giżycko à d’autres localités situées sur les lacs Niegocin (pl) et Mamry.

## Jumelages
- Silkeborg (Danemark)
- Doubno (Ukraine)
- Trakai (Lituanie)
- Starachowice (Pologne)
- Neumünster (Allemagne)

## Personnalités liées à la ville
- Wojciech Kętrzyński (1838-1918), historien polonais.
- Jan Bułhak (1876-1950), pionnier de la photographie en Pologne.
- Franz Pfemfert (1879-1954), écrivain, éditeur et homme politique allemand.
- Lothar Gall (1936-2024), historien allemand.
- Ewa Wasilewska (1967-), patineuse de vitesse polonaise.
- Łukasz Broź (1985-), footballeur polonais.
- Jakub Kochanowski (1997-), joueur polonais de volley-ball.